# Буромка (река)
Буромка или Буромля (укр. Бурімка, Буромля) — левый приток реки Днепра и бывший правый приток реки Сула, протекающий по Золотоношскому району (Черкасская область, Украина).

## География
Длина — 30,8, в 1957 году — 28 км. Площадь водосборного бассейна — 102, в 1957 году — 134 км². Русло реки в среднем течении (пруд в селе Малая Буромка) находится на высоте 97,2 м над уровнем моря.
Берёт начало западнее села Крестителево. Река течёт на юго-восток. Впадает в Кременчугское водохранилище реки Днепра (на 599-км от её устья) юго-восточнее села Великая Буромка. До заполнения Кременчугского водохранилища в 1959—1961 годы река впадала в реку Сула на 63-км от её устья (была правым притоком).
Русло слабо-извилистое, почти на протяжении всей длины пересыхает. В нижнем течении протекает по заболоченной пойме приустьевой части Сулы, где создан Сулинский заказник — часть Нижнесульского национального природного парка. На реке создано несколько прудов. Питание смешанное, преимущественно снего-дождевое. Ледостав длится с декабря до марта. Пойма заболоченная с тростниковой и камышовой растительностью, есть лесные насаждения.
Притоки: нет крупных.
Населённые пункты на реке (от истока до устья):
1. Крестителево
2. Малая Буромка
3. Великая Буромка